# Kvadrant
Kvadrant je mjesna zajednica u općini Novo Sarajevo. To je granična novosarajevska mjesna zajednica u odnosu na susjednu općinu Novi Grad. Smještena je u sjeverozapadnom dijelu općine, a graniči s mjesnim zajednicama Čengić Vila I, Čengić Vila II i obližnjim novogradskim mjesnim zajednicama. Čini je blok novoizgrađenih stambenih objekata, mahom višekatnih. Upravno tijelo je petočlani savjet (vijeće) koji o poduzetim aktivnostima izvješća podastire tročlanom nadzornom odboru.

## Vanjske poveznice
- Panorama  Arhivirana inačica izvorne stranice od 12. listopada 2016. (Wayback Machine)